# 藤幡正樹
藤幡 正樹（ふじはた まさき、1956年 - ）は、日本のメディア・アーティスト、東京藝術大学名誉教授。2020年よりカリフォルニア大学ロサンゼルス校客員教授。

## 経歴・人物
東京都生まれ。神奈川県立希望ヶ丘高校卒業後、東京藝術大学美術学部デザイン学科卒業、同大学院修士課程修了。
1990年、慶應義塾大学環境情報学部専任講師となり、同助教授、教授を歴任。
1980年代初頭からコンピュータを使った作品制作を行う。1990年代からはインタラクティヴな作品を発表。1996年ネットワークをテーマにした作品「Global Interior Project#2」でリンツ、アルス・エレクトロニカでゴールデン・ニカ・グランプリを受賞。
1999年東京藝術大学美術学部教授、2005年から2012年まで映像研究科長を勤め、2015年に自主退職。東京藝術大学大学院映像研究科の立ち上げに参加し、学科長を勤めた。2010年芸術選奨文部科学大臣賞受賞。文化庁メディア芸術祭審査員。2016年11月、紫綬褒章を受章。
メディア・アートの黎明期から活躍し、メディア・アート作品をメディアや社会に対する批評性を含むものとして提示し、メディア・アートを芸術の一つのジャンルとして確立することに貢献、また学術的な研究のあり方としても提示した業績は国内外で非常に評価が高い。

## 著書
- ジオメトリック・ラブ /英訳:木下哲夫 PARCO出版局 1987.3
- 株式会社フロッグス 黒塚直子共著 1987.11 (角川文庫)
- Forbidden fruits 藤幡正樹作品集 リブロポート 1991.9
- The future of the book of the future 情報処理振興事業協会 1995.10
- 巻き戻された未来 ジャストシステム 1995.10
- カラー・アズ・ア・コンセプト デジタル時代の色彩論 美術出版社 1997.12
- アートとコンピュータ 新しい美術の射程 慶應義塾大学出版会 1999.4
- 不完全な現実 デジタル・メディアの経験 NTT出版 2009.3